# علا میهوب
علا میهوب (عربی: علاء ميهوب؛ زادهٔ ۱۹ ژانویهٔ ۱۹۶۳) یک بازیکن فوتبال اهل مصر است.

## باشگاهی
از باشگاه‌هایی که در آن بازی کرده‌است می‌توان به باشگاه ورزشی الاهلی مصر اشاره کرد. 

## تیم ملی
وی عضو تیم ملی فوتبال مصر در جام جهانی فوتبال ۱۹۹۰ بوده است.